# 波音Ritsu
波音Ritsu（日語：波音 リツ）是由日本匿名留言版2channel网友恶搞创作的虚构人物。2009年10月2日，波音Ritsu在2channel新聞速報VIP版的「一起来做个假VOC@LOID再次钓Nico厨上钩吧wwwww」（架空のVOC@LOID作ってニコ厨また釣ろうぜｗｗｗｗｗ）討論串中诞生。十天后，10月12日，仿造角色主唱系列产品网页的钓鱼网站上线，Ritsu被伪装成角色主唱系列的第四作，插图由绘制过弱音Haku的Pixiv用户Caffeine绘制。同日，由网友Canon演唱的钓鱼视频被上传至Niconico动画。钓鱼计划结束后，由同好组成的「Namine Ritsu Project」进行着角色方面的维护（现已沉寂），Canon进行着语音合成软件音源方面的录制和维护。
波音Ritsu是Utau中最具代表性的角色之一。

## 人物简介
波音Ritsu的人物设定是通过「安价」的方式一步步决定：
- 发色：火红色
- 发型：中分长发
- 身高：156cm
- 体重：25吨
- 瞳色：虹色
- 胸：导弹
- 胸围：D
- 腰围：71cm
- 臀围：1000(单位未知)
- 服装：丧服
- 眼型：Chon（日语：チョン (蔑称)）眼[註 3]
- 年龄：6岁
- 喜欢的东西：可可力
- 讨厌的东西：日本
- 性别：男(Okama[註 4])
- 配音：能登
- 性格：酷
- 擅长：霸凌
- 不擅长：沆瀣一气
- 喜欢的国家：朝鲜
- 口头禅：孤独的歌姫
- 持有物：白菜
- 标志性台词：收服皮卡丘了！！
- 主要霸凌方式：乳头攻击
- 第二形态：杰尼龟

在2009年10月12日上线的钓鱼网站中，能登的名字（のと まみこ）被恶搞为野苫Mico（のとま みこ），插图的画师名字写为Zenigame（杰尼龟）。在插图中，Ritsu穿着露腰的暗紫色系萝莉塔风格的衣服，头戴头纱小礼帽，领子是琴键的图案，还有与角色主唱系列标志元素：同一种风格的耳机，手臂上的编号04，有显示屏的喇叭袖。在Namine Ritsu Project公布的插图中，手臂上的编号改为73。

## 音源

### Utau
通常音源
- 单独音：首版于2009年10月17日发布，[6]新增两个音阶数据的1.5版于2009年11月18日发布。[7]
- 连续音：首版于2009年11月1日发布，[8]新增两个音阶数据的1.5版于2010年3月10日发布。[9]
- 語尾音源／母音無声化音源：于2011年7月3日发布。[10]

强音源
- 连续音：首版于2009年11月1日发布，[11]新增低音阶数据的1.5版于2010年3月30日发布。[12]
- 单独音：根据连续音剪切制作的音源于2010年2月28日发布。[13]

波音Ritsu Connect
- 波音Ritsu Connect：于2011年9月10日发布。

CV-VC音源
- CV-VC音源：首版于2012年4月23日发布，收录了英语的音素。[14]

Kire音源
- Kire音源：于2012年5月26日发布。[15]
- Shout／Power：于2012年6月15日发布。[16]

Eve
- Eve：于2013年9月18日发布[17]

黑历史
- 波音Ritsu眩／波音Ritsu丽：少女音的眩和少年音的丽的CVVC音源于2013年10月12日发布。[18]

Something is Kire
- Something is Kire（何かがキレ）：于2018年9月28日发布。[19]

### Sinsy
适用于Sinsy的歌唱训练数据于2014年8月20日发布。

### DeepVocal
适用于DeepVocal的CVVC音源于2019年10月9日发布,.wav版于2021年7月2日发布。

### Talqu
适用于Talqu的朗读训练数据于2021年5月24日发布。

### CoeFont
Canon在CoeFont Cloud录制创建的朗读训练数据于2021年7月20日发布，通过评估为特别高质量的朗读数据于2021年7月25日发布。需付费使用。

### AmadeuSY
适用于AmadeuSY的歌唱训练数据于2021年8月6日发布，音域为D2至G#5。

### Enunu
适用于Enunu的歌唱训练数据于2021年9年1日发布。第二版于2021年12年12日发布。

### Voicevox
适用于Voicevox的朗读训练数据于2021年11月26日发布。

## 粉丝文化
Vocaloid-P cillia于2012年5月31日上传至Niconico动画的使用Kire音源翻唱的歌曲〈-Error〉音乐视频已经收获超过一百万次的播放量。之后cillia通过Cypton的发行服务KarenT将歌曲于2012年7月31日在线单曲发行，不久被唱片公司Exit Tunes收录至发行于2012年12月5日的Utau合辑《Exit Tunes Presents Utausekai》。

## 脚注

### 備註
1. ↑  旧名
2. ↑  一种赌注游戏，提问者先在问题的后面写上赌注的跟帖序号，序号由跟帖的先后顺序排列，后面匹配上序号的跟帖便是问题的答案
3. ↑  「チョン」是日语中对朝鲜韩国人的蔑称，类似中文里的「棒子」
4. ↑  「おかま」是日语中对男同性恋者的蔑称，类似中文里的「人妖」
5. ↑  73取自波的谐音